# Amastris janae
Amastris janae är en insektsart som beskrevs av Broomfield 1976. Amastris janae ingår i släktet Amastris och familjen hornstritar. Inga underarter finns listade i Catalogue of Life.